# Dynastia salomońska
Dynastia salomońska – ostatnia etiopska dynastia cesarska, panująca w latach 1270–1974 z przerwami. Według tradycji wywodząca się od króla Salomona i królowej Makedy.

## Władcy Etiopii z dynastii salomońskiej
- Jykuno Amlak (1270–1285)
- Jagbya Tsyjon (Salomon I) (1285–1294)
- Bahyr Asseggyd (1294–1295)
- Hyzbe Asseggyd (1295)
- Tsynfe Aryd (1295–1296)
- Kydme Asseggyd (1296–1297)
- Żan Asseggyd (1297–1298)
- Byhyr Asseggyd (1298–1299)
- Uyddym Raad (1299–1314)
- Amde Tsyjon I (1314–1344)
- Nyuaje Krystos (1344–1372)
- Nyuaje Marjam (1372–1382)
- Dawid I (1382–1413)
- Teodor I (1413–1414)
- Izaak (1414–1429)
- Andrzej (1429–1430)
- Tekle Marjam (1430–1433)
- Syrue Ijesus (1433)
- Amda Ijesus (1433–1434)
- Zara Jaykob Konstantyn (1434–1468)
- Beyde Marjam I (1468–1478)
- Aleksander (1478–1494)
- Amda Tsyjon II (1494)
- Naod (1494–1508)
- Lybne Dyngyl (Dawid II) (1508–1540)
- Klaudiusz (3 września 1540 – 23 marca 1559)
- Minas (1559–1563)
- Sertse Dyngyl (1563–1597)
- Jakub (1597–1603)
- Zedyngyl (1603–1604)
- Jakub (1604–1606)
- Susnyjos I (1606–1632)
- Fasiledes (1632–1667)
- Jan I (1667–1682)
- Jozue I Wielki (19 lipca 1682 – 13 października 1706)
- Tekle Hajmanot I (27 marca 1706 – 30 czerwca 1708)
- Teofil (1 lipca 1708 – 14 października 1711)
- Justus (14 października 1711 – 19 lutego 1716)
- Dawid III (8 lutego 1716 – 18 maja 1721)
- Bekaffa (18 maja 1721–1730)
- Jozue II Kuareńczyk (19 września 1730 – 26 czerwca 1755)
- Joas I (26 czerwca 1755 – 7 maja 1769)

Rozbicie dzielnicowe (zemene mesafynt)
- Jan II (7 maja – 18 października 1769)
- Tekle Hajmanot II (18 października 1769 – czerwiec 1770)
- Susnyjos II (czerwiec – grudzień 1770)
- Tekle Hajmanot II (1770 – 13 kwietnia 1777)
- Salomon II (13 kwietnia 1777 – 20 lipca 1779)
- Tekle Gijorgis I (20 lipca 1779 – 8 lutego 1784)
- Jozue III (16 lutego 1784 – 24 kwietnia 1788)
- Tekle Gijorgis I (24 kwietnia 1788 – 26 lipca 1789)
- Ezechiasz (26 lipca 1789 – styczeń 1794)
- Tekle Gijorgis I (styczeń 1794 – 15 kwietnia 1795)
- Beyde Marjam II (15 kwietnia – grudzień 1795)
- Tekle Gijorgis I (grudzień 1795 – 20 maja 1796)
- Salomon III (20 maja 1796 – 15 lipca 1797)
- Jonasz (18 sierpnia 1797 – 4 stycznia 1798)
- Tekle Gijorgis I (4 stycznia 1798 – 20 maja 1799)
- Salomon III (20 maja – 15 lipca 1799)
- Tekle Gijorgis I (24 marca – czerwiec 1800)
- Yguale Tsyjon (czerwiec 1801 – 3 czerwca 1818)
- Joas II (19 czerwca 1818 – 3 czerwca 1821)
- Gigar (3 czerwca 1821 – kwiecień 1826)
- Gigar (kwiecień 1826 – 18 czerwca 1830)
- Jozue IV (18 czerwca 1830 – 18 marca 1832)
- Gebre Krystos (18 marca 1832 -?)
- Sahle Dyngyl (1832)
- Gebre Krystos (do 8 czerwca 1832)
- Sahle Dyngyl (październik 1832 – 29 sierpnia 1840)
- Jan III (30 sierpnia 1840 – październik 1841)
- Sahle Dyngyl (październik 1841–1845)
- Jan III (1845)
- Sahle Dyngyl (1845–1850)
- Jan III (1850–1851)
- Sahle Dyngyl (1851 – 11 lutego 1855)

Zjednoczona Etiopia:
- Teodor II (11 lutego 1855 – 13 kwietnia 1868)
- Menelik II (9 marca 1889 – 12 grudnia 1913)
- Lij Yasu V (12 grudnia 1913 – 27 września 1916)
- Zauditu (27 września 1916 – 2 kwietnia 1930)
- Haile Selassie I (2 kwietnia 1930 – 2 maja 1936/12 marca 1975)